# بوجوم (شهرستان بادکند)
بوجوم (به لاتین: Buzhum) یک منطقهٔ مسکونی در قرقیزستان است که در شهرستان بادکند واقع شده‌است. بوجوم ۷٬۴۱۶ نفر جمعیت دارد و ۱٬۱۱۳ متر بالاتر از سطح دریا واقع شده‌است.